# Christophe Walter
Christophe Walter (* 26. Januar 1983 in Saint-Avold) ist ein ehemaliger französischer Fußballspieler und heutiger Trainer.

## Karriere
Christophe Walter begann mit dem Fußballspielen in der Jugend des FC Metz, in dessen zweite Mannschaft er im Jahre 2001 kam. Ein Jahr später wurde er in die Profimannschaft hochgezogen, die kurz zuvor aus der Ligue 1, der ersten französischen Liga, abdgestiegen war. In der Zweitliga-Saison absolvierte Walter zehn Einsätze, wobei ee auch einen Treffer erzielte. Am Ende gelang der Mannschaft der direkte Wiederaufstieg. In der Ligue 1 kam er auf zwölf Einsätze, wobei er regelmäßig ein- und ausgewechselt wurde; ein Treffer blieb Walter verwehrt. In der Saison darauf wurde er an den Zweitligisten Stade Reims verliehen. Dort kam er nur auf zehn Einsätze und kehrte wieder zum FC Metz zurück, bei dem ihm weitere Einsätze in der Profimannschaft verwehrt blieben.
Walter wechselte im Jahre 2007 zum deutschen Regionalligisten SV Elversberg. In Elversberg absolvierte er insgesamt 22 Spiele und stieg am Saisonende mit den Elversbergern in die Viertklassigkeit ab. Zwar blieb man in der Regionalliga, jedoch wurde diese mit der Gründung einer neuen drittklassigen Liga, der 3. Liga, zur neuen viertklassigen Liga zurückgestuft.
Zur Saison 2008/09 wechselte Walter zum luxemburgischen Erstligisten F91 Düdelingen und wurde dort Stammspieler. Mit dem F91 wurde er 2009 luxemburgischer Meister und Pokalsieger. Anfang 2010 wechselte er zurück zur Reserve des FC Metz und beendete dort über zwei Jahre später seine aktive Karriere. In dieser Zeit war Walter auch Trainer verschiedener Jugendteams des Verein.
Zwischen 2016 und 2018 spielte er noch kurzzeitig für den SR Creutzwald, wo er im Anschluss den Trainerposten übernahm. Seit 2020 ist er Übungsleiter von Stade Olympique Merlebach.